# Pedroso de la Abadesa
Pedroso de la Abadesa es una localidad perteneciente al municipio de Tordesillas, en la provincia de Valladolid, comunidad autónoma de Castilla y León, España. En 2019 contaba con 8 habitantes.
Los orígenes de la localidad se encuentran ligados al Real Monasterio de Santa Clara de Tordesillas, institución a la que pertenecían las tierras que ocupa la localidad. Se despobló a mediados del siglo XVI y el monasterio organizó su repoblación en 1785.

## Historia

### sigloXIX
Así se describe a Pedroso de la Abadesa en la página 750 del tomo XII del Diccionario geográfico-estadístico-histórico de España y sus posesiones de Ultramar, obra impulsada por Pascual Madoz a mediados del siglo XIX:

PEDROSO

Lugar con ayuntamiento en la provincia, audiencia territorial, capitanía general y diócesis de Valladolid (4 1/2 leguas), partido judicial de Mota del Marqués (3 1/2).
Situado en una extensa llanura, con buena ventilación y clima sano; tiene 9 casas; un pozo de buenas aguas con su pilón; una iglesia parroquial (Nuestra Señora del Pilar), servida por un cura de presentación de las monjas claras de Tordesillas.
Término: confina con los de Matilla de los Caños, Velliza, Villán y San Miguel del Pino; dentro de él se encuentra un pozo de buenas aguas, además del que surte al pueblo.
El terreno fertilizado por el río Duero y por un pequeño arroyo, es arenoso, fresco y de buena calidad.
Caminos: los locales, de herradura y en buen estado.
Correo: se recibe y despacha en Tordesillas.
Producciones: trigo, cebada, vino y toda clase de legumbres.
Industria: la agrícola.
Población: 7 vecinos, 33 almas.

Capital productivo: 158.000 reales. Imponible: 15.800. Contribución: 625 reales 23 maravedíes.